# Pedrezuela de San Bricio
Pedrezuela de San Bricio es un despoblado del municipio de Villar de Gallimazo, perteneciente a la comarca de Tierra de Peñaranda, en la provincia de Salamanca. En la actualidad cuenta con dos habitantes.

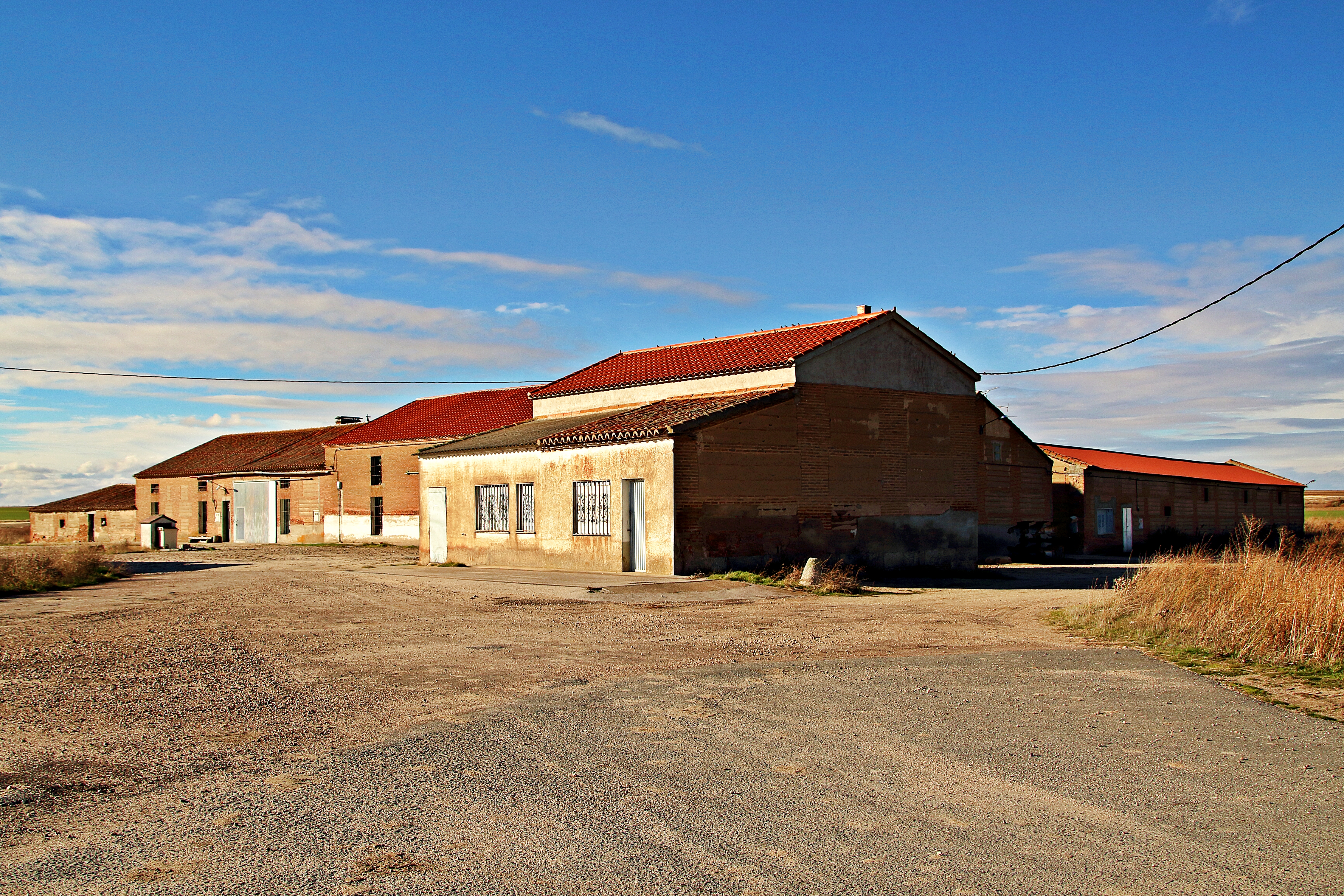
Pedrezuela de San Bricio